# San Juan de Barcala
Barcala (llamada oficialmente San Xoán de Barcala) es una parroquia española del municipio de La Baña, en la provincia de La Coruña, Galicia. 

## Otras denominaciones
La parroquia también es conocida por el nombre de San Juan de Barcala.

## Entidades de población
Entidades de población que forman parte de la parroquia:
- Arzón
- Cores
- Emes
- Lameiro (O Lameiro)
- Moldes
- Seoane
- Pao de Raposo
- A Pereira
- A Revoltiña
- A Torre

## Demografía
| Gráfica de evolución demográfica de Barcala entre 2000 y 2018 |
|                                                               |
| Datos según el nomenclátor publicado por el INE.              |